# Julie Manning
Julie Catherine Manning là một luật sư, thẩm phán và chính trị gia người Tanzania. Người phụ nữ Tanzania đầu tiên học luật, bà là thẩm phán Tòa án tối cao trước khi giữ chức Bộ trưởng Bộ Tư pháp từ năm 1975 đến 1983.

## Đời sống
Năm 1963, Julie Manning trở thành người phụ nữ đầu tiên học luật tại Đại học Đông Phi. Sau đó, bà làm việc như một nữ luật sư trong Phòng Tổng chưởng lý. Năm 1973, bà được bổ nhiệm làm thẩm phán của Tòa án tối cao Tanzania, đưa bà trở thành thẩm phán Tòa án tối cao phụ nữ châu Phi đầu tiên ở miền đông hoặc miền trung châu Phi. Năm 1975, bà được bổ nhiệm làm Bộ trưởng Bộ Tư pháp, khiến bà trở thành một trong hai người phụ nữ đầu tiên phục vụ trong nội các Tanzania.
Sau khi Joseph Warioba kế nhiệm Manning làm Bộ trưởng Tư pháp năm 1983, bà làm cố vấn tại Đại sứ quán Tanzania, Ottawa, Canada